# Sólyom Gizella
Sólyom Gizella (leánykori neve Miklós Gizella, Csíkrákos, 1950. november 10. –) erdélyi magyar állattenyésztési szakmérnök és szakíró.

## Életútja, munkássága
Középiskoláit Csíkdánfalván végezte (1969); a kolozsvári Agrártudományi Főiskolán 1975-ben szerzett állattenyésztő szakmérnöki diplomát. 1975–77 között a brassói Baromfitenyésztő Kombinátnál dolgozott, 1977–86 között tanár volt a csíkdánfalvi Agráripari Líceumban. 1986 óta a Hargita Megyei Állatnemesítő és Szaporodásbiológiai Hivatalnál szakmérnök.

## Szakközleményei (válogatás)
- Aspecte din activitatea de ameliorare a taurinelor în judeţul Harghita. Revista Crescătorilor de Taurine din România 1998;
- A genetika (-i tudomány) hasznosítása a háztáji állattartásban (in: RMGE Évkönyv, 2000. Kolozsvár, 2000);
- Aspecte din creşterea taurinelor în Austria şi Germania. Revista de Ameliorare şi Reproducţie (Marosvásárhely) 2005/4.